# Hemicrânia paroxística
Hemicrânias paroxísticas são crises de dores de cabeça primárias caracterizadas por dor aguda, estritamente unilateral, com duração de 2 a 30 minutos e que ocorrem várias vezes por dia. Estão associadas a lacrimejo, congestão nasal, rinorreia e suores faciais. As hemicrânias paroxistícas podem ser classificadas em episódicas (crises que ocorrem em períodos de sete dias a um ano separados por períodos sem dor de pelo menos um mês) ou crónicas (crises durante mais de um ano sem remissão ou com períodos de remissão inferiores a um mês).